# La dama del silencio: El caso Mataviejitas
La dama del silencio: El caso Mataviejitas és un documental de 2023 dirigit per María José Cuevas i produït per Laura Woldenberg, enfocat en Juana Barraza Samperio, assassina en sèrie que va operar en la Ciutat de Mèxic a la fi de la dècada dels 90, la fascinació mediàtica pel cas i el sistema de justícia a Mèxic. La producció va tenir accés als arxius judicials relacionats amb el cas, la qual cosa va permetre que es realitzés una recerca sobre el mateix durant any i mig.
El documental es va estrenar en la plataforma de streaming Netflix el 27 de juliol de 2023, va ser eliminada del catàleg als pocs dies de la seva estrena deguda a un conflicte amb els permisos de distribució, va tornar a la plataforma temps després. En la LXVI edició dels Premis Ariel, va obtenir la nominació a Millor Llargmetratge Documental.

## Argument
L'onada d'assassinats de dones de la tercera edat a Ciutat de Mèxic, entre 1998 i 2005, va deslligar la caça i captura de l'assassí, qui va sorprendre per ser qui menys esperaven.

## Recepció
Chris Vognar, rític de la revista Rolling Stone, va declarar que el documental era el millor de l'any en tenir "un estil i personalitat veritable", i va descriure a Cuevas com un talent digne de seguir, ja que va crear un film que s'eleva del subgènere del true crime.Jacobo Vázquez, de la Revista Marvin, va ressaltar que el documental s'enfoca en els parents de les víctimes per a visibilitzar el veritable drama darrere del cas, així com presentar el paper dels mitjans de comunicació dins de la història, els qui es van enfocar més en la nota sensacionalista en lloc de la cerca de veritat i justícia.